# Kanada na Letních olympijských hrách 1928
Kanada se účastnila Letní olympiády 1928 v nizozemském Amsterdamu. Zastupovalo ji 69 sportovců (62 mužů a 7 žen) v 8 sportech.

## Medailisté
| Medaile | Jméno | Sport     | Soutěž                             |
| ------- | --- | --------- | ---------------------------------- |
| Zlato   | Percy Williams | Atletika  | Muži běh na 100 m                  |
| Zlato   | Percy Williams | Atletika  | Muži běh na 200 m                  |
| Zlato   | Ethel Catherwoodová | Atletika  | Ženy skok do výšky                 |
| Zlato   | Ethel Smithová Fanny Rosenfeldová Myrtle Cooková Florence Bellová                                                           | Atletika  | Ženy štafeta 4 × 100 m             |
| Stříbro | Fanny Rosenfeldová | Atletika  | Ženy běh na 100 m                  |
| Stříbro | James Ball | Atletika  | Muži běh na 400 m                  |
| Stříbro | Joseph Wright Jr. John Guest                                                                                                | Veslování | Muži dvojskif                      |
| Stříbro | Donald Stockton | Zápas     | muži, volný styl do 79 kg          |
| Bronz   | Ethel Smithová | Atletika  | Ženy běh na 100 m                  |
| Bronz   | James Ball Stanley Glover Phil Edwards Alex Wilson                                                                          | Atletika  | Muži štafeta 4 × 400 m             |
| Bronz   | Raymond Smillie | Box       | Muži váha lehká střední do 66,7 kg |
| Bronz   | Frederick Hedges Frank Fiddes John Hand Herbert Richardson Jack Murdoch Athol Meech Edgar Norris William Ross John Donnelly | Veslování | Muži osmiveslice                   |
| Bronz   | Munroe Bourne James Thompson Garnet Ault Walter Spence                                                                      | Plavání   | Muži štafeta 4 × 200 m volný styl  |
| Bronz   | James Trifunov | Zápas     | muži, volný styl do 56 kg          |
| Bronz   | Maurice Letchford | Zápas     | muži, volný styl do 72 kg          |